# Burnettown

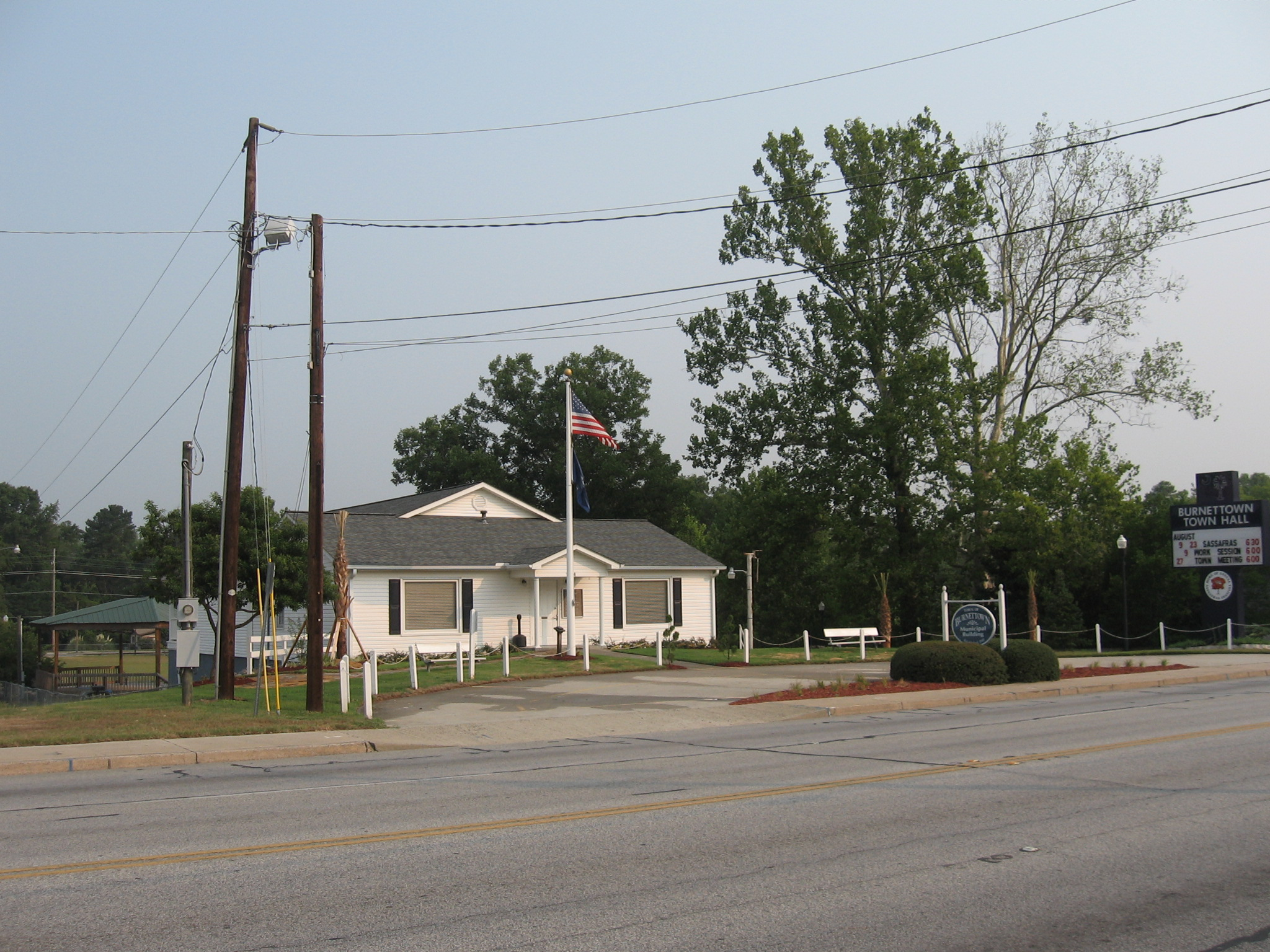

Burnettown é uma cidade  localizada no estado norte-americano de Carolina do Sul, no Condado de Aiken.

## Demografia
Segundo o censo norte-americano de 2000, a sua população era de 2720 habitantes. 
Em 2006, foi estimada uma população de 2665, um decréscimo de 55 (-2.0%).

## Geografia
De acordo com o United States Census Bureau tem uma área de 
12,6 km², dos quais 12,5 km² cobertos por terra e 0,1 km² cobertos por água.

## Localidades na vizinhança
O diagrama seguinte representa as localidades num raio de 12 km ao redor de Burnettown. 